# Korabiewice
Korabiewice – wieś w Polsce położona w województwie mazowieckim, w powiecie żyrardowskim, w gminie Puszcza Mariańska. Ma status sołectwa.
| SIMC    | Nazwa   | Rodzaj    |
| ------- | ------- | --------- |
| 0734848 | Korabka | część wsi |

Wieś królewska w dzierżawie Korabiewice w ziemi sochaczewskiej województwa rawskiego w 1792 roku. Do 1953 roku istniała gmina Korabiewice w województwie łódzkim. W latach 1954–1958 wieś należała i była siedzibą władz gromady Korabiewice, po jej zniesieniu w gromadzie Puszcza Mariańska. W latach 1975–1998 miejscowość administracyjnie należała do województwa skierniewickiego.
15 listopada 1974 arcybiskup warszawski kardynał Stefan Wyszyński u tworzył w Korabiewicach parafię Matki Bożej Anielskiej.
Przez miejscowość przepływa niewielka rzeka Korabiewka, dopływ Rawki.
W Korabiewicach znajduje się jedno z największych schronisk dla zwierząt w Polsce, założone przez Magdalenę Szwarc. W 2011 według raportu NIK w schronisku zakwestionowano jakość opieki weterynaryjnej, stwierdzono liczne nieprawidłowości oraz najmniejszą liczbę adopcji zwierząt. W 2012 zarządzanie schroniskiem przejęła Fundacja Viva! i sytuacja uległa ogromnej poprawie. Zwierzęta są obowiązkowo kastrowane, leczone, otrzymują wysokiej jakości karmę. Prężenie działający wolontariat pomaga zapewnić wszystkim psom przynajmniej jeden spacer w tygodniu, dbając również o socjalizację i przygotowanie psów do adopcji.
Na koniec roku 2024 w schronisku w Korabiewicach przebywa około 180 psów, kilkanaście kotów, konie, zwierzęta gospodarskie oraz lisy.
Schronisko w Korabiewicach utrzymuje się wyłącznie z darowizn.